# Motorola RAZR XT910
El Motorola RAZR (GSM) es un teléfono inteligente  de gama media con SO Android, diseñado por Motorola que se anunció el 18 de octubre de 2011 en la ciudad de Nueva York.
En el lanzamiento, el RAZR se presentó como el teléfono inteligente más delgado del mundo con sólo 7,1 mm de espesor en la mayor parte del dispositivo (que, sin embargo, tiene un "bache" en la parte superior que es aproximadamente 11,1 mm de espesor).
Incluye una pantalla de 4,3 Pulgadas (109,22 mm) SuperAMOLED-PenTile2, cubierto de una pantalla de Gorilla Glass y una placa trasera de Kevlar. Está alimentado por un SoC OMAP 4430 con 1,2 GHz ARM Cortex-A9 de doble núcleo del procesador. Sus 8 megapíxeles en la cámara trasera pueden grabar vídeos con una resolución de 1080p HD. Viene con 1 GB de RAM y se ejecuta bajo el sistema operativo Android versión 2.3.5
Su modelo sucesor, el Droid Razr HD, fue anunciado el 5 de septiembre de 2012.

## Disponibilidad
El teléfono fue lanzado en los Estados Unidos en noviembre de 2011.
La versión GSM/UMTS fue lanzada en India el 21 de noviembre de 2011.

## Hardware
El Motorola RAZR viene en el formato de barra con un chasis de aluminio de corte de diamante. La pantalla es QHD (540 × 960) 4.3 Super AMOLED Advanced PenTile, pantalla táctil capacitiva que está cubierta con Corning Gorilla Glass resistente a rayones con un recubrimiento antihuellas oleofóbico.
La cubierta posterior está hecha con fibra Kevlar DuPont, rodeado por una estructura de plástico. Las partes internas del Motorola RAZR se embalan la construcción técnica de laminación de componentes de teléfonos inteligentes, que físicamente embona cada capa de los componentes entre sí para proporcionar un cuerpo más fuerte. Todo el equipo está cubierto por una capa invisible de recubrimiento nano a prueba de salpicaduras, lo que hace que el teléfono resistente al agua, a salpicaduras del líquido ocasionales.
El Motorola RAZR cuenta con cuatro botones táctiles capacitivos con las respectivas funciones de menú, hogar, de vuelta y buscar. Se utiliza un sistema de doble micrófono para reducir el ruido.
Además cuenta con:
- GPS con soporte A-GPS
- Brújula digital
- EDGE
- 3G HSDPA / HSUPA
- Wi-Fi 802.11 a/b/g/n; DLNA
- Bluetooth v4.0 LE+EDR
- microUSB 2.0
- Puerto HDMI
- Reproductor de video MP4/H.263/H.264/WMV
- Reproductor de audio MP3/AAC+/WAV/WMA/eAAC
- Organizador
- Editor de imagen/video
- Editor de documentos (Word, Excel, PowerPoint, PDF)
- Integración Google Search, Maps, Gmail, YouTube, Calendar, Google Talk, Picasa
- Soporte Adobe Flash
- Memo/comandos/discado de voz
- Manos libres incorporado
- Ingreso predictivo de texto

## Software
El teléfono tiene instalado de manera predeterminada la versión Android 2.3.5 Gingerbread, actualizable a la versión 4.1.2. Utiliza una interfaz de usuario modificada llamada Motoblur que se centra en las redes sociales. Las principales características de Motoblur en el Motorola Razr son:
- Contactos unificados. Los contactos de todos los servicios están unificados y duplicados se quitan. Esta es a menudo una fuente de errores, ya que ha dificultado distinguir entre contactos únicos y copias.
- Google Apps. Por defecto, todas las aplicaciones de Google presentes en el Android Stock se incluyen con la interfaz de usuario a modificar y con los servicios de Motorola incrustado.
- SmartActions. Una aplicación de Motorola diseñado para automatizar las tareas basadas en una amplia gama de factores desencadenantes, como: hora, lugar, carga de la batería, la red Wi-Fi, etc.

El Motorola RAZR se puede actualizar a la versión 4.1.2 Jelly Bean. El lanzamiento de la actualización se inició el 8 de marzo de 2013 y se ha llevado por fases.

### Webtop
Al igual que el Motorola Atrix 4G, que tiene la aplicación integrada 'Webtop' de Motorola. Se lanza la aplicación Webtop cuando el teléfono está conectado a la pantalla externa a través dock portátil o HD dock multimedia. En el modo Webtop, que ofrece la interfaz de usuario similar del típico escritorio de Ubuntu, el teléfono puede ejecutar varias aplicaciones en la pantalla externa como el navegador web Firefox, el cliente del SNS y la aplicación 'para móvil' que permite el acceso total de Atrix y su pantalla. En septiembre de 2011, Motorola lanzó el código fuente de la aplicación Webtop en SourceForge.
- Webtop 3.0

Con la actualización Ice Cream Sandwich, Webtop es ahora llamado Webtop 3.0 y ya no consiste en un sistema operativo Linux por separado. En cambio, cuando el teléfono está conectado a un monitor externo a través de HDMI (lapdock o dock multimedia ya no es necesario) y Webtop es elegida, el teléfono cambia a la tableta de la interfaz de usuario en el ICS y es capaz de ejecutar todas las aplicaciones existentes en el teléfono

### Desarrollo
Se pueden hacer modificaciones al SO del Motorola Razr de dos formas distintas:
- Stock ROM. Se puede cambiar de SO por cualquiera oficial, es decir a un Razr de México se le puede poner el SO de uno de Brasil o de China con solo usar una herramienta llamada RSD lite de Motorola la cual flashea el firmware al equipo.

- Custom ROM. Hay otro tipo de SO no oficiales pero con demasiadas mejoras a comparación de los oficiales, para instalar estos son necesarias aplicaciones externas como Boot Menú Mánager, Safe Strap etc. Y hay una gran variedad de ROMs como MIUI, Paranoid, Épsilon SmartRazr CyanogenMod etc.

### Bootloader no desbloqueable
El Motorola Razr tiene un detalle en el cual no es posible desbloquear el gestor de arranque ya que se genera un conflicto con el procesador, esto sucede tanto con el Razr, Razr Maxx y su variante Droid Razr.
Solo es posible desbloquearlo en la versión de desarrollador la cual solo está disponible en Europa

## Sucesores

### Motorola Razr Maxx
Motorola sacó al mercado una versión alterna al razr siendo sus características exactamente iguales solo modificando el tamaño de la batería aumentando un 88% así a llegar a los 3300 mAh. Asimismo, también lanzó la versión 4G LTE.
·android 4.0
·procesador dual core 1.2 ghz
y un mejor diseño

### RAZR i
El teléfono inteligente de la pantalla completa llamado así en su eslogan debido a la reducción de los marcos reduciendo en gran parte las dimensiones. El primer equipo móvil de libre venta con un procesador Intel.Es actualizable a android 4.4.2 KitKat.

### Razr HD
Considerado como la siguiente generación en teléfonos inteligentes por Motorola este incluye una pantalla en alta definición a 720p así como conectividad 4g LTE, integra un procesador Qualcomm SnapDragon S4

### Razr D1 y D3
En un intento de aprovechar la popularidad de la línea RAZR, Motorola lanzó a la venta en el 2013 dos nuevos integrantes a la familia de porductos RAZR, el RAZR D1 (XT916) y D3 (XT919). Ambos comparten las líneas de diseño del RAZR i o RAZR M y no las líneas del RAZR XT910 / XT912, del teléfono inteligente RAZR original.
El D1 es un teléfono de gama baja y el D3 tiene características un poco inferiores a las del RAZR XT910, lo cual lo coloca en una ubicación de gama media, en contraste con la posición que ocupó el RAZR al ser lanzado (un año y medio antes), el cual era de gama alta.